# Tama (tàu tuần dương Nhật)
Tama (tiếng Nhật: 多摩) là một tàu tuần dương hạng nhẹ thuộc lớp Kuma từng hoạt động cho Hải quân Đế quốc Nhật Bản trong Chiến tranh Thế giới thứ hai. Tên của nó được đặt theo con sông Tama thuộc khu vực Kantō của Nhật Bản.

## Thiết kế và chế tạo
Tama là chiếc thứ hai trong số năm tàu tuần dương hạng nhẹ thuộc lớp Kuma được chế tạo, và giống như các tàu chị em, nó được dự tính để hoạt động trong cả vai trò tuần tiễu tầm xa tốc độ cao cũng như chỉ huy các hải đội tàu khu trục hay tàu ngầm.
Kitakami được đặt lườn tại xưởng tàu của Mitsubishi Heavy Industries ở Nagasaki vào ngày 10 tháng 8 năm 1918. Nó được hạ thủy hạ thủy vào ngày 10 tháng 2 năm 1920 và hoàn tất vào ngày 29 tháng 1 năm 1921.

## Lịch sử hoạt động

### Các hoạt động ban đầu
Ngay sau khi được đưa vào hoạt động, Tama được giao nhiệm vụ hỗ trợ cho cuộc đổ bộ binh lính Nhật tại Siberia trong vụ Can thiệp Siberi chống lại Hồng quân Bolshevik.
Năm 1925, Tama thực hiện một chuyến đi ngoại giao đến San Pedro, Los Angeles, California thuộc Hoa Kỳ để đưa về nước di hài của Đại sứ Hoa Kỳ tại Nhật Bản, vốn từ trần tại Tokyo. Vào năm 1932, cùng với Sự kiện Mãn Châu, Tama được giao nhiệm vụ tuần tra các các vùng bờ biển phía Bắc Trung Quốc từ căn cứ của nó ở Đài Loan. Tuy nhiên, khi cuộc Chiến tranh Trung-Nhật ngày càng leo thang, Tama tham gia hỗ trợ các cuộc đổ bộ binh lính Nhật Bản tại miền Trung Trung Quốc.
Vào ngày 10 tháng 1 năm 1935, Tùy viên hải quân của Tòa Đại sứ Đức tại Tokyo, Đại tá Hải quân Paul Wenneker, được Đô đốc Nobumasa Suetsugu mời tham quan tàu tuần dương Tama, thiết giáp hạm Kongo và tàu ngầm I-2 tại Căn cứ hải quân Yokosuka. Wenneker đã không có ấn tượng đối với chiến thuật hải pháo của Hải quân Nhật và đã chủ trương tăng cường sử dụng chiến tranh tàu ngầm.

### Các hoạt động tại vùng biển phía Bắc
Ngày 10 tháng 9 năm 1941, Tama trở thành soái hạm của Hải đội Tuần dương 21 dưới quyền chỉ huy của Phó Đô đốc Boshiro Hosogaya, vốn còn bao gồm tàu tuần dương hạng nhẹ chị em Kiso, trong thành phần của Hạm đội 5 Nhật Bản. Tama và Kiso được gửi lên vùng biển phía Bắc Hokkaidō, được sơn màu ngụy trang Bắc Cực vào ngày 2 tháng 12 năm 1941, và đã tuần ra tại khu vực quần đảo Kurile vào lúc xảy ra trận Tấn công Trân Châu Cảng. Thân của cả hai chiếc tàu tuần dương đều bị hư hại do điều kiện thời tiết khắc nghiệt, và cả hai đã quay về ụ tàu ở Yokosuka vào cuối năm để sửa chữa.
Vào ngày 21 tháng 1 năm 1942, Hải đội Tuần dương 21 rời Yokosuka để một lần nữa tuần tra tại khu vực chung quanh Hokkaidō, nhưng được gọi quay trở lại sau khi 38 máy bay thuộc Lực lượng Đặc nhiệm 16 Mỹ được xây dựng chung quanh chiếc tàu sân bay Enterprise thực hiện cuộc không kích lên đảo Marcus vào ngày 5 tháng 3 năm 1942. Tama được bố trí vào Hạm đội 1 Nhật Bản cùng với các thiết giáp hạm Hyuga và Ise rời Hashirajima để truy tìm lực lượng của Đô đốc William F Halsey, nhưng đã không thành công sau khi trải qua nhiều tuần lễ tìm kiếm.
Ngày 5 tháng 4 năm 1942, Hải đội Tuần dương 21 quay trở lại vùng biển phía Bắc; nhưng vào ngày 18 tháng 4 năm 1942 đã xảy ra vụ Không kích Doolittle vào các mục tiêu tại Tokyo, Yokohama, Osaka, Nagoya và Kobe. Một lần nữa Tama được gọi quay trở lại gia nhập lực lượng truy đuổi không thành công các tàu sân bay của Halsey. Trong phần còn lại của tháng 4 và gần hết tháng 5, Tama tiếp nối các cuộc tuần tra phía Bắc.
Ngày 28 tháng 5 năm 1942, Tama rời vịnh Mutsu tham gia "chiến dịch AL", cuộc chiếm đóng của quân Nhật trên các đảo Attu và Kiska trong Trận chiến quần đảo Aleut. Sau khi đổ bộ thành công các lượng lượng chiếm đóng tại đây, Hải đội Tuần dương 21 quay trở về vịnh Mutsu vào ngày 23 tháng 6 năm 1942. Tuy nhiên, Tama nhanh chóng được gửi quay trở lại đây hộ tống đoàn tàu vận tải thứ hai tăng cường cho Kiska, rồi sau đó tuần tra tại khu vực Tây Nam Kiska đề phòng một cuộc phản công của lực lượng Mỹ cho đến ngày 2 tháng 8 năm 1942. Sau một chặng ngắn quay về để bảo trì tại Yokosuka, Tama hộ tống việc chuyển lực lượng trú đóng tại Attu đến Kiska. Ngày 25 tháng 10 năm 1942, Hải đội Tuần dương 21 tiếp tục chuyển thêm lực lượng tăng cường tại Kashiwabara, Paramushiro đến Attu. Tama thực hiện thêm một chuyến đi tiếp tế đến Kiska trong tháng 11, rồi tiếp tục tuần tra tại các quần đảo Aleut và Kurile cũng như chung quanh Hokkaido cho đến ngày 6 tháng 1 năm 1943.
Sau khi được tái trang bị tại Yokosuka vào đầu tháng 2 năm 1943, Tama một lần nữa tuần tra tại phía Bắc, trải dài từ Ominato đến Kataoka (đảo Simushir), đến Kashiwabara (Paramushiro) vào ngày 7 tháng 3 năm 1943. Một chuyến đi tiếp liệu khác đến Attu được thực hiện từ ngày 7 đến ngày 13 tháng 3 năm 1943.
Vào ngày 23 tháng 3 năm 1943, Tama rời Paramushiro hướng đến Attu cùng với lực lượng Hạm đội 5 của Phó Đô đốc Hosogaya gồm các tàu tuần dương hạng nặng Nachi và Maya, tàu tuần dương hạng nhẹ Abukuma cùng các tàu khu trục Ikazuchi, Inazuma, Usugumo, Hatsushimo và Wakaba nhằm hộ tống cho một lực lượng tăng cường gồm ba tàu vận tải chuyên chở binh lính và tiếp liệu cho lực lượng trú đóng tại Attu. Trong trận chiến quần đảo Komandorski vào ngày 26 tháng 3 năm 1943 chống lại Đội Đặc nhiệm 16.6 Hải quân Mỹ với các tàu tuần dương Richmond, Salt Lake City và bốn tàu khu trục, trong trận đấu pháo và ngư lôi kéo dài bốn giờ, hạm đội Nhật đã gây hư hại cho chiếc Salt Lake City và tàu khu trục Bailey, trong khi những chiếc khác an toàn. Về phía Nhật, Tama an toàn nhưng Nachi bị bắn trúng nhiều phát; tuy nhiên, phía Nhật buộc phải hủy bỏ nhiệm vụ tiếp tế và quay trở về Paramushiro vào ngày 28 tháng 3 năm 1943. Không được tin dùng vì đã rút lui trước một lực lượng đối phương yếu hơn, Đô đốc Hosogaya bị cách chức và bị buộc phải nghỉ hưu; Phó Đô đốc Shiro Kawase tiếp nhận quyền chỉ huy Hạm đội 5.
Tama tiếp tục nhiệm vụ phòng vệ tại Kataoka trong hơn một tháng, rồi được gửi đến Maizuru để tái trang bị vào ngày 4 tháng 5 năm 1943. Do đó, nó đã không có mặt trong Chiến dịch Landcrab khi lực lượng Mỹ tái chiếm quần đảo Aleut vào ngày 19 tháng 5 năm 1943. Quay trở lại Kataoka vào ngày 23 tháng 5 năm 1943, Tama tiếp tục các nhiệm vụ tuần tra cho đến ngày 5 tháng 7 năm 1943. Trong "chiến dịch Ke-Go" khi lực lượng Nhật Bản triệt thoái khỏi Kiska vào ngày 7 tháng 7 năm 1943, động cơ của Tama được xem là không đủ tin cậy để có thể tham gia trực tiếp vào cuộc triệt thoái, và nó được giữ lại phía sau tại Paramushiro. Dù sao, nhiệm vụ trên cũng bị hủy bỏ do thời tiết xấu; và Tama tiếp tục nhiệm vụ phòng vệ tại quần đảo Kuriles cho đến ngày 30 tháng 8 năm 1943.

### Các hoạt động tại vùng biển phía Nam
Sau khi được bảo trì tại Yokosuka, Tama được gửi về phía Nam cùng với binh lính và tiếp liệu đến Ponape thuộc quần đảo Caroline vào ngày 15 tháng 9 năm 1943. Sau khi dừng tại Truk và quay trở về Kure, Tama được lệnh đến Thượng Hải vào ngày 11 tháng 10 năm 1943 để vận chuyển binh lực bổ sung đến Truk và Rabaul thuộc New Britain. Sau khi đưa lực lượng tăng cường đến Rabaul, Tama bị các máy bay ném bom Bristol Beaufort thuộc Không quân Hoàng gia Australia tại Guadalcanal tấn công vào ngày 21 tháng 10 năm 1943. Cấu trúc thân tàu Tama bị hư hại do những quả bom ném suýt trúng nên nó buộc phải quay về Rabaul thực hiện các sửa chữa khẩn cấp.
Vào ngày 27 tháng 10 năm 1943, Tama quay trở về Yokosuka để đại tu và sửa chữa. Các tháp súng 140 mm Số 5 và Số 7 được tháo bỏ cùng với máy phóng và bệ. Một khẩu đội pháo 127 mm nòng đôi được trang bị, cùng với bốn tháp pháo Kiểu 96 25 mm phòng không ba nòng và sáu tháp pháo nòng đơn, đưa số nòng súng 25 mm của Tama lên 22 nòng (4x3, 2x2, 6x1). Ngoài ra nó còn được trang bị radar dò tìm trên không Kiểu 21. Việc cải biến và sửa chữa hoàn tất vào ngày 9 tháng 12 năm 1943.
Tama rời Yokosuka ngày 24 tháng 12 năm 1943, một lần nữa đi lên phía Bắc tiếp tục nhiệm vụ tuần tra cho đến ngày 19 tháng 6 năm 1944. Quay trở về Yokosuka vào ngày 22 tháng 6 năm 1944, Tama bắt đầu vận chuyển lực lượng Lục quân tăng cường đến quần đảo Ogasawara, thực hiện hai chuyến đi đến đó cho đến ngày 12 tháng 8 năm 1944.
Ngày 30 tháng 8 năm 1944, Tama được chuyển sang Hải đội Tuần dương 21 thuộc Hạm đội 5, trở thành soái hạm của Hải đội Khu trục 11 trực thuộc Hạm đội Liên Hợp, thay thế cho chiếc tàu tuần dương Nagara đã bị mất.

### Trận chiến vịnh Leyte
Trong Trận chiến vịnh Leyte bắt đầu vào ngày 20 tháng 10 năm 1944, Tama được phân về Lực lượng Phía Bắc, một lực lượng "nhữ mồi" dưới quyền chỉ huy của Phó Đô đốc Jisaburo Ozawa. Trong Trận chiến mũi Engaño ngày 25 tháng 10 năm 1944, lực lượng của Ozawa bị tấn công bởi máy bay của lực lượng đặc nhiệm 38 Mỹ, bao gồm các tàu sân bay Enterprise, Essex, Intrepid, Franklin, Lexington, Independence, Belleau Wood, Langley, Cabot và San Jacinto. Tama bị các máy bay ném bom-ngư lôi TBM Avenger thuộc Phi đội VT-21 của Belleau Wood và Phi đội VT-51 của San Jacinto tấn công. Một quả ngư lôi Mark 13 đánh trúng Tama tại phòng nồi hơi số 2. Sau khi các sửa chữa khẩn cấp được thực hiện, Tama rút lui khỏi chiến trận, được hộ tống bởi chiếc tàu tuần dương Isuzu, nhưng Isuzu được lệnh bảo vệ cho chiếc tàu sân bay Chiyoda bị hư hại, nên sau đó Tama được hộ tống bởi chiếc tàu khu trục Shimotsuki. Nhưng sau đó Shimotsuki cũng được lệnh giúp đỡ cho chiếc tàu sân bay Zuiho bị hư hại. Tama tiếp tục di chuyển một mình ở tốc độ 14 knot hướng về phía Okinawa.
Về phía Đông Bắc đảo Luzon, vận may không còn mỉm cười với Tama, khi chiếc tàu ngầm Jallao trong chuyến tuần tra đầu tiên của nó đã phát hiện Tama trên màn hình radar. Nó tấn công với ba quả ngư lôi trước mũi từ khoảng cách 900 m (1.000 yard) nhưng đều bị trượt; đợt tấn công thứ hai gồm một loạt bốn ngư lôi phía đuôi từ khoảng cách 700 m (800 yard) thành công hơn. Ba quả đã đánh trúng Tama, khiến nó vỡ làm đôi và chìm trong vòng vài phút tại tọa độ 21°23′B 127°19′Đ / 21,383°B 127,317°Đ, làm thiệt mạng toàn bộ thủy thủ đoàn.
Tama được rút khỏi danh sách Đăng bạ Hải quân vào ngày 20 tháng 12 năm 1944.

## Danh sách thuyền trưởng
- Teizo Kawai (sĩ quan trang bị trưởng): 1 tháng 6 năm 1920 - 29 tháng 1 năm 1921
- Teizo Kawai: 29 tháng 1 năm 1921 - 1 tháng 12 năm 1921
- Gengo Hyakutake: 1 tháng 12 năm 1921 - 5 tháng 3 năm 1923
- Isamu Tanaka: 5 tháng 3 năm 1923 - 20 tháng 10 năm 1923
- Tanin Ikeda: 20 tháng 10 năm 1923 - 1 tháng 12 năm 1923
- Masashi Takeuchi: 1 tháng 12 năm 1923 - 1 tháng 1 năm 1924
- Koshiro Oikawa: 1 tháng 1 năm 1924 - 1 tháng 12 năm 1924
- Kunitaro Aoki: 1 tháng 12 năm 1924 - 10 tháng 7 năm 1925
- Manbei Idemitsu: 10 tháng 7 năm 1925 - 20 tháng 10 năm 1925
- Toki Yamamoto: 20 tháng 10 năm 1925 - 1 tháng 12 năm 1925
- Saburo Matsui: 1 tháng 12 năm 1925 - 20 tháng 5 năm 1926
- Kenichi Ikenaka: 20 tháng 5 năm 1926 - 1 tháng 12 năm 1927
- Yoshitaka Kiyomiya: 1 tháng 12 năm 1927 - 20 tháng 8 năm 1928
- Shigetaro Shimada: 20 tháng 8 năm 1928 - 10 tháng 12 năm 1928
- Jiro Ishii: 10 tháng 12 năm 1928 - 30 tháng 11 năm 1929
- Isao Ono: 30 tháng 11 năm 1929 - 10 tháng 11 năm 1930
- Hideo Takahashi: 10 tháng 11 năm 1930 - 1 tháng 5 năm 1931
- Mitsumi Shimizu: 1 tháng 5 năm 1931 - 14 tháng 11 năm 1931
- Michitaro Totsuka: 14 tháng 11 năm 1931 - 11 tháng 7 năm 1932
- Minoru Yamaguchi: 11 tháng 7 năm 1932 - 15 tháng 11 năm 1932
- Daisuke Soejima: 15 tháng 11 năm 1932 - 15 tháng 11 năm 1933
- Kohei Ochi: 15 tháng 11 năm 1933 - 1 tháng 11 năm 1934
- Seigo Takatsuka: 1 tháng 11 năm 1934 - 15 tháng 11 năm 1935
- Katsumi Shimomura: 15 tháng 11 năm 1935 - 16 tháng 3 năm 1936
- Katsuo Abe: 16 tháng 3 năm 1936 - 16 tháng 11 năm 1936
- Kiyoshi Shiroya: 16 tháng 11 năm 1936 - 1 tháng 11 năm 1937
- Shigeji Kaneko: 1 tháng 11 năm 1937 - 15 tháng 12 năm 1938
- Hajime Horiuchi: 15 tháng 12 năm 1938 - 15 tháng 11 năm 1939
- Tomoichi Mori: 15 tháng 11 năm 1939 - 1 tháng 11 năm 1940
- Kazutaka Niimi: 1 tháng 11 năm 1940 - 10 tháng 9 năm 1941
- Masaharu Kawabata: 10 tháng 9 năm 1941 - 1 tháng 8 năm 1942
- Zensuke Kanome: 1 tháng 8 năm 1942 - 23 tháng 6 năm 1943
- Shigenori Kami: 23 tháng 6 năm 1943 - 15 tháng 12 năm 1943
- Iwata Yamamoto: 15 tháng 12 năm 1943 - 25 tháng 10 năm 1944 (Tử trận, được truy thăng Chuẩn Đô đốc)